# Friedrich Karl von Reventlow

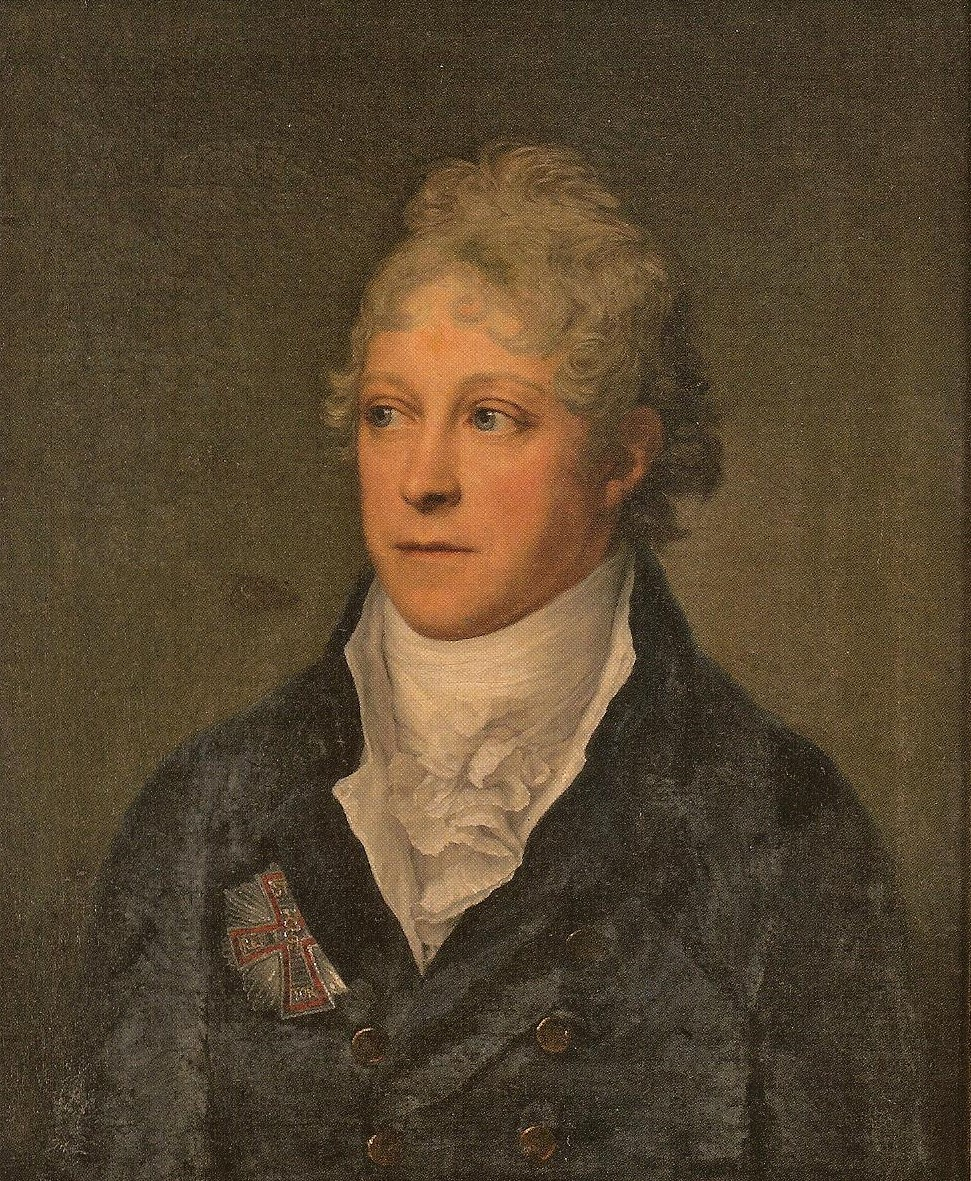
Friedrich Carl Gröger: Friedrich Graf Reventlow, um 1806

Friedrich („Fritz“) Karl Graf von Reventlow (* 31. Januar 1755 in Altenhof; † 26. September 1828 in Emkendorf) war ein Diplomat in dänischen Diensten und Gutsbesitzer.

## Leben
Friedrich Karl Graf von Reventlow entstammte der angesehenen altadeligen Familie Reventlow in Schleswig-Holstein und war Sohn des Wirklichen Geheimraths und Oberkammerherrn Detlev Graf von Reventlow. Zusammen mit seinem Bruder Cay Friedrich von Reventlow studierte er von 1769 bis 1773 an der Universität Göttingen, wo sie die Bekanntschaft der Mitglieder des Göttinger Hains machten. Anschließend stand Friedrich von Reventlow im Dienst der dänischen Regierung, zuerst in der Regierungskanzlei in Glückstadt, dann ab 1778 bei der Admiralität in Kopenhagen. 1780 war er Gesandter in Stockholm, später in London.

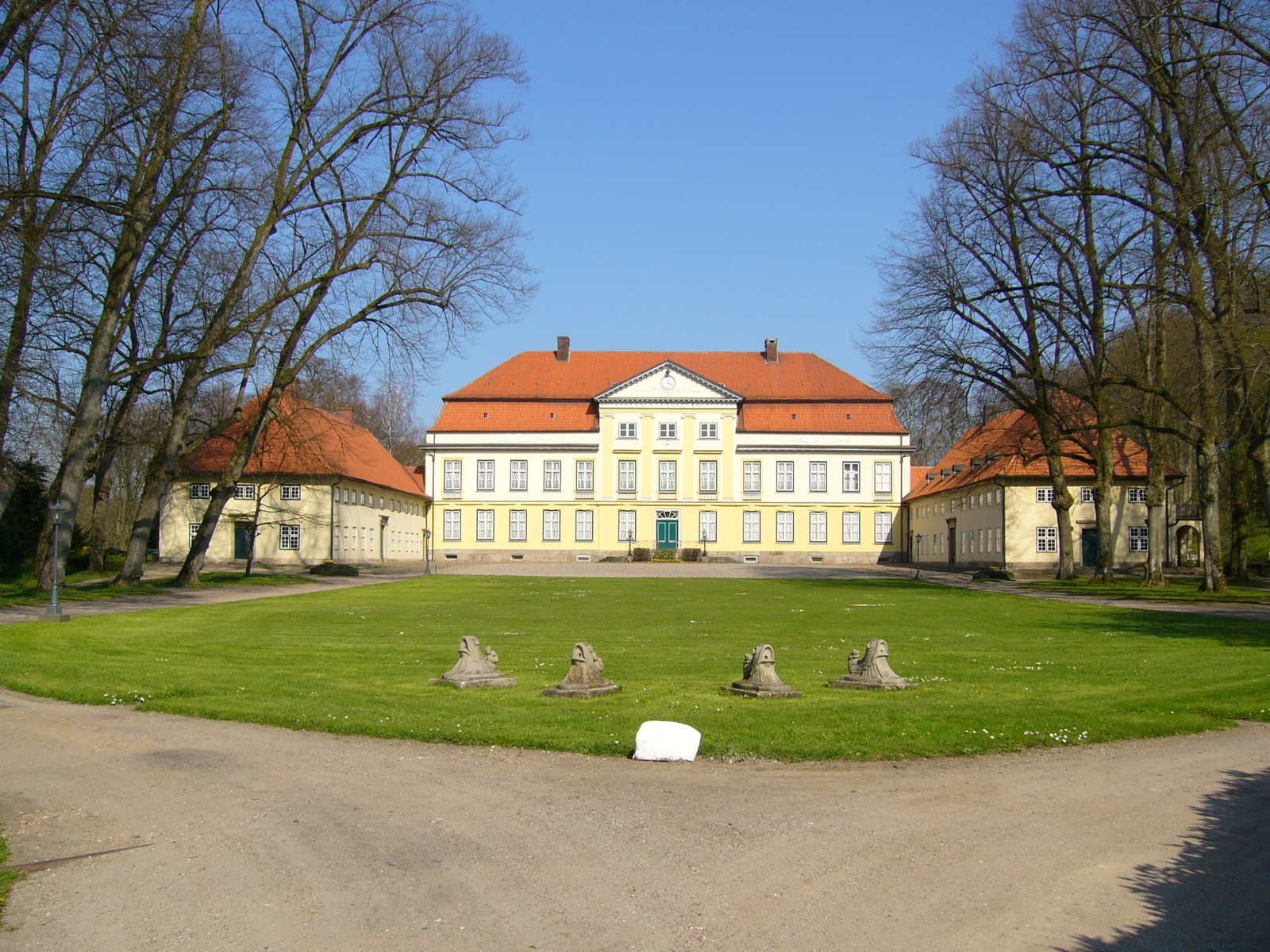
Gut Emkendorf

In erster Ehe heiratete er 1779 Julia von Schimmelmann, die Tochter des dänischen Schatzmeisters Heinrich Carl von Schimmelmann. Das Erbe seiner Frau erlaubte es Reventlow, 1788 aus dem diplomatischen Dienst auszuscheiden und sich auf Gut Emkendorf niederzulassen, das ihm sein Vater vererbt hatte. 1783 und von 1795 bis 1797 unternahm das Ehepaar Reisen nach Italien, von denen sie viele Kunstschätze mitbrachten, mit denen sie das Gutshaus ausschmückten. Auf ihrem Gut sammelten sie den sogenannten Emkendorfer Kreis, einen Kreis aus Denkern und Künstlern wie Friedrich Gottlieb Klopstock, Matthias Claudius, Johann Caspar Lavater, Johann Heinrich Voß und Friedrich Heinrich Jacobi, der zu einem der Zentren der frühen evangelischen Erweckungsbewegung in Deutschland wurde.
Reventlow war von 1800 bis 1808 Kurator der Universität Kiel. Er machte es sich zur Aufgabe, den Rationalismus zu bekämpfen. Dazu berief er Johann Friedrich Kleuker als Professor der theologischen Fakultät und Hermann Daniel Hermes, der gemeinsam mit Johann Christoph von Wöllner 1788 das sogenannte Wöllnersche Religionsedikt in Preußen erlassen hatte, zum Nachfolger des 1804 entlassenen Heinrich Müller als Leiter des von Johann Andreas Cramer 1781 gegründeten Schullehrerseminars. Die folgenden Personalstreitigkeiten führten zum Eingehen des Seminars.
Als Sprecher der schleswig-holsteinischen Ritterschaft versuchten Reventlow und sein Bruder Cay Friedrich, der 1797 als Nachfolger seines Schwiegervaters Andreas Peter von Bernstorff Chef der Deutschen Kanzlei in Kopenhagen geworden war, die steuerliche Privilegien der Ritterschaft gegenüber dem dänischen König durchzusetzen.
Nach dem Tod seiner ersten Frau 1816 verließ Reventlow das Gut Emkendorf und ging als dänischer Gesandter nach Berlin. In zweiter Ehe war er ab 1822 mit Charlotte Gräfin von Schlippenbach verheiratet. Er starb nach zweimonatigem Krankenlager in Emkendorf und wurde wie seine erste Frau in der Catharinenkirche in Westensee beigesetzt.
Aus beiden Ehen hatte er keine eigenen Kinder. Gemeinsam mit seiner ersten Ehefrau adoptierte er 1814 die beiden Söhne ihrer Nichte Caroline Friederike Schimmelmann (1778–1858), der Tochter von Julias Bruder Friedrich mit Ernestine von Ahlefeldt, aus der Ehe mit Francois Valentine, Marquis le Merchier de Criminil (1753–1813), der als Flüchtling vor der französischen Revolution nach Emkendorf gekommen war. Joseph Graf von Reventlow-Criminil (1797–1850) wurde sein Erbe.

## Auszeichnungen
- Dannebrogorden

1790 Ritter
1826 Großkreuz